# Adone (nome)
Adone  è un nome proprio di persona italiano maschile.

## Varianti
- Maschili: Adon[3]
- Femminili
  - Alterati: Adonella[2][3]

### Varianti in altre lingue
- Bulgaro: Адонис (Adonis)
- Catalano: Adó[4]
- Ceco: Adónis
- Esperanto: Adoniso
- Francese: Adonis
- Greco antico: Ἄδωνις (Adonis)[5], Ἄδωνης (Adonis)
- Greco moderno: Άδωνις (Adōnis)
- Inglese: Adonis[6]
- Latino: Adonis[1][4]
- Russo: Адонис (Adonis)
- Spagnolo: Adón[4]
- Ungherese: Adónisz

## Origine e diffusione

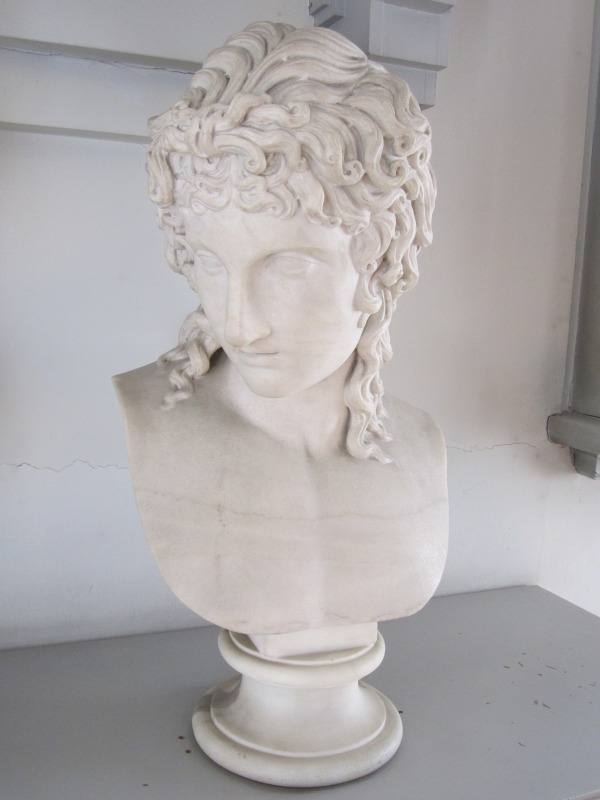
Busto di Adone conservato alla Walker Art Gallery di Liverpool

Si tratta di un nome classico, portato nella mitologia greca da Adone, un semidio bellissimo amato sia da Afrodite che da Persefone; al suo mito sono ispirate numerose opere, e il termine "adone" è entrato nell'uso comune in italiano per intendere un uomo di bell'aspetto. Etimologicamente questo nome, in greco Άδωνις (Adonis), ha origini semitiche, correlate al vocabolo fenicio adon o a quello ebraico אֲדֹנָי (adonai), entrambi significanti "signore".
Va notato che nome analogo esiste anche nell'onomastica germanica, basato sulla radice ath (dal significato dubbio, probabilmente un miscuglio di elementi differenti).
È diffuso soprattutto in Lombardia, Veneto e Toscana.

## Onomastico
L'onomastico viene festeggiato il 16 dicembre in memoria di sant'Adone, vescovo di Vienne.

## Persone

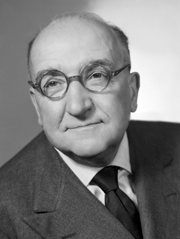
Adone Zoli

- Adone del Friuli, duca longobardo, reggente del Ducato del Friuli
- Adone di Vienne, monaco e vescovo franco
- Adone Asinari, pittore italiano
- Adone Brandalise, filosofo e letterato italiano
- Adone Carapezzi, giornalista, radiocronista sportivo, conduttore radiofonico e televisivo italiano
- Adone Del Cima, militare italiano
- Adone Stellin, calciatore italiano
- Adone Zecchi, compositore e direttore di coro italiano
- Adone Zoli, politico italiano

### Variante femminile Adonella
- Adonella Modestini, modella italiana

## Il nome nelle arti
- L'Adone è un poema di Giovan Battista Marino, pubblicato per la prima volta nel 1623, scritto sotto forma di lettera e dedicato a Maria de' Medici.
- Adone è un poema di Percy Bysshe Shelley del 1821.
- Adone, personaggio della serie di film Happy Feet.
- Adonis Creed, protagonista del film Creed - Nato per combattere.
- Adon, personaggio della serie di videogiochi Street Fighter.